# Strážkovice
Strážkovice é uma comuna checa localizada na região da Boêmia do Sul, distrito de České Budějovice.